# Droga krajowa B184 (Austria)
Droga krajowa B184 (Engadiner Straße) – droga krajowa w południowej Austrii. Jedno-jezdniowa arteria łączy Reschenstraße z przejściem granicznym ze Szwajcarią, gdzie spotyka się z tamtejszą drogą 27.